# Dichagyris glauca
Dichagyris glauca är en fjärilsart som beskrevs av Igor Kozhanchikov 1937. Dichagyris glauca ingår i släktet Dichagyris och familjen nattflyn. Inga underarter finns listade i Catalogue of Life.